# Зарічний сільський округ (Єсільський район)
Зарі́чний сільський округ (каз. Заречный ауылдық округі, рос. Заречный сельский округ) — адміністративна одиниця у складі Єсільського району Північноказахстанської області Казахстану. Адміністративний центр — село Чиріковка.
Населення — 1085 осіб (2021; 1793 у 2009, 2774 у 1999, 3574 у 1989).
Станом на 1989 рік існували Зарічна сільська рада (села Гур'яновка, Жаналик, Лугове, Орталик, Чиріковка) та Караагаська сільська рада (села Алка, Караагаш). 2019 року було ліквідовано села Жаналик та Орталик. Села Алка та Гур'яновка ліквідовано 2024 року.

## Склад
До складу округу входять такі населені пункти:
| Населений пункт  | Старі назви | Населення, осіб (1989) | Населення, осіб (1999) | Населення, осіб (2009) | Населення, осіб (2021) |
| ---------------- | ----------- | ---------------------- | ---------------------- | ---------------------- | ---------------------- |
| Алка, село       | -           | 282                    | 223                    | 122                    | 14                     |
| Гур'яновка, село | -           | 254                    | 143                    | 34                     | 10                     |
| Караагаш, село   | -           | 900                    | 570                    | 311                    | 176                    |
| Лугове, село     | -           | 123                    | 107                    | 78                     | 40                     |
| Орталик, село    | -           | 217                    | 210                    | 129                    | -                      |
| Чиріковка, село  | -           | 1420                   | 1268                   | 1034                   | 844                    |
| --Жаналик, село  | -           | 378                    | 259                    | 85                     | 1                      |